# Gephyromantis boulengeri
Espèce
Synonymes
- Mantidactylus boulengeri (Methuen, 1919)
- Rhacophorus gephyromantis Ahl, 1929 "1928"

Statut de conservation UICN

 LC  : Préoccupation mineure
Gephyromantis boulengeri est une espèce d'amphibiens de la famille des Mantellidae.

## Répartition

Aire de répartition de Gephyromantis boulengeri.

Cette espèce est endémique de Madagascar. Elle se rencontre du niveau de la mer jusqu'à 1 200 m d'altitude dans l'est du pays depuis Maroantsetra jusqu'à Ambila ainsi que les îles de Nosy Mangabe et de Sainte-Marie,.

## Description
Mantidactylus boulengeri mesure de 25 à 30 mm. Son dos est brun plus ou moins foncé, parfois avec une ligne longitudinale jaune plus ou moins large. Les mâles ont deux sacs vocaux.

## Étymologie
Son nom d'espèce, boulengeri, lui a été donné en référence à George Boulenger, zoologiste britannique d'origine belge.

## Publication originale
- Methuen, 1920 "1919" : Descriptions of a new snake from the Transvaal, together with a new diagnosis and key to the genus Xenocalamus, and of some Batrachia from Madagascar. Proceedings of the Zoological Society of London, vol. 1919, p. 349-355 (texte intégral).